# Jaime Romero Gómez
Jaime Romero Gómez (Valdeganga, Albacete, 31 de juliol de 1990) és un futbolista professional espanyol que juga com a migcampista pel Qarabağ.

## Carrera de club
Romero va debutar com a professional amb el club local Albacete Balompié la temporada 2008–09 – a només 18 anys – i només es va perdre 8 partits de 42 a la Segona Divisió, en què fou titular en 26 i totalitzà pràcticament 2,400 minuts ajudant a fer que el seu equip mantingués la categoria. La seva primera aparició en competició fou el 31 d'agost de 2008 quan va entrar com a suplent al minut 75 en una victòria a casa per 2–1 contra el Sevilla Atlético, i va marcar el seu primer gol el 15 de novembre, contribuint a un empat 2–2 contra la UD Salamanca també a l'Estadi Carlos Belmonte.
L'estiu de 2009, Romero signà contracte amb l'Udinese Calcio italià. Va participar en quatre partits de la temporada 2009-10 de la Serie A, i va jugar principalment amb l'equip sub-20 al Campionato Nazionale Primavera.
A les darreries del juny de 2010, l'Udinese va acceptar un doble tracte de cessió amb l'A.S. Bari, que implicava l'aprovació de Romero i d'Andrea Coda. Després de jugar amb l'Udinese durant la pretemporada, va marxar al club de l'Apulia el 2 d'agost.
Després d'haver jugat en menys de la quarta part dels partits possibles, i de que l'equip baixés de categoria la temporada 2010–11, Romero fou cedit novament, aquest cop al Granada CF. Va debutar a La Liga el 27 d'agost de 2011, jugant com a titular en una derrota a casa per 0–1 contra el Reial Betis.
Un cop acabada la seva cessió al Granada, Romero va jugar amb l'Orduspor Kulübü, el Reial Madrid Castella i el Reial Saragossa, sempre amb contractes de cessió temporals. El 4 de juliol de 2016, i com a agent lliure, va signar contracte per dos anys amb el CA Osasuna de la primera divisió.
El 19 de juny de 2017, després de baixar de categoria, Romero es va desvincular de l'Osasuna. El 8 de juliol, de tota manera, el club va anunciar que havia rebut 500,000 de traspàs del Córdoba CF.
El 17 de gener de 2018, Romero fou cedit al CD Lugo de segona divisió per sis mesos. El 12 de juny de l'any següent, després d'un altre descens, va deixar Andalusia.
El 23 de juny de 2019, Romero signà contracte amb el Qarabağ FK.